# Turkey Blocks
Turkey Blocks是一个检测互联网审查的组织，该组织特别活跃于土耳其。自其2015年成立以来，已经检测并发布了土耳其政府对包括Twitter、Facebook等社交媒体、Google Drive、Dropbox、微软OneDrive等云存储服务和GitHub以及对维基百科的封锁。

## 评价
2017年4月获得聚焦审查（Index on Censorship）的国际言论自由奖。